# Volgatitan
Volgatitan là một chi khủng long chân thằn lằn titan sống vào thời kỳ Phấn Trắng sớm. Hóa thạch chi này được tìm thấy tại Ulyanovsk Oblast, Nga, gồm bảy đốt sống đuôi của một cá thể duy nhất, miêu tả cho loài điển hình Volgatitan simbirskiensis. Đây là chi khủng long titan cổ nhất được biết của Bắc Bán Cầu, và được xem là quan trọng do có liên hệ bà con với Lognkosauria, một nhóm khủng long hiện chỉ được tìm thấy tại Nam Mỹ vào thời kỳ Phấn Trắng muộn sau này.